# لوس أنجلس كينغز
لوس أنجلس كينغز (بالإنجليزية: Los Angeles Kings)‏ هو فريق هوكي جليد أمريكي محترف يلعب في شعبة المحيط الهادئ من القسم الغربي في دوري الهوكي الوطني (NHL).